# Albánština
Albánština (albánsky gjuha shqipe nebo shqip) je indoevropský jazyk, kterým mluví přes 6 milionů lidí v Albánii a Kosovu. Významné albánské menšiny se však nacházejí také v sousedních zemích jako např. v Severní Makedonii, Černé Hoře a Řecku, ale i v Itálii (na Sicílii) či v USA.
Postupem času se vyvinul severní a jižní dialekt, dodnes nemá žádný z nich status oficiálního standardu albánštiny. Jižní dialekt se nazývá toskičtina (příslušník Tosk) a hovoří se jím v jižní Albánii zhruba na jih od řeky Shkumbi. Severní dialekt albánštiny je gegština (příslušník Geg) a mluví se jí převážně v horských oblastech severní Albánie a v Kosovu.
Jazyk byl ovlivněn latinou, řečtinou, ale také slovanskými jazyky. V rámci indoevropských jazyků tvoří samostatnou větev. Jeho historický původ je značně nejasný, uvažuje se o příslušnosti k ilyrským jazykům.

## Pravopis
Albánština používá latinku, ale pravopis je svérázný a kombinuje různé přístupy. Některé jevy jsou převzaty ze slovanského okolí (např. c a j se vyslovuje stejně jako v češtině), některé jsou shodné s angličtinou (sh [š], th [θ]), některé s turečtinou (ç [č]), některé jsou zcela specifické (x [dz], q [ť], ll [tvrdé ł]). Palatalizované souhlásky jsou (kromě ç) zapisovány spřežkami s využitím h (sh, xh, zh) nebo j (gj, nj).
Některá albánská osobní jména jsou v češtině tradičně přepisována (Enver Hoxha na Enver Hodža), někdy přepis i výslovnost kolísá (UÇK / UCK / UČK).
| Albánský zápis         | ç            | dh                     | ë                          | gj                                 | ll                       | nj           | q                              | r                                 | rr                           | sh           | th                       | x                 | xh            | y                             | zh           |
| Český obvyklý přepis   | č            | dh                     | a                          | ď                                  | ll                       | ň            | ť                              | r                                 | rr                           | š            | th                       | dz                | dž            | y                             | ž            |
| Výslovnost IPA         | tʃ           | ð                      | ə                          | ɟ                                  | ɫ                        | ɲ            | c / tɕ                         | ɾ                                 | r                            | ʃ            | θ                        | dz                | dʒ            | y                             | ʒ            |
| Poznámka k výslovnosti | jako české č | jako anglické znělé th | šva (neutrální samohláska) | jako české ď, příp. velmi měkké dž | jako ruské л („tvrdé L“) | jako české ň | jako ť, případně ć („měkké Č“) | alveolární verberanta („měkké R“) | jako české r, případně delší | jako české š | jako anglické neznělé th | jako slovenské dz | jako české dž | jako německé ü (zaokrouhlené) | jako české ž |

Znak ç se někdy zapisuje i jako ch nebo výjimečně q.
Pro albánštinu je charakteristický velmi častý výskyt grafému ë, tzv. šva, zejména v koncovkách slov.

## Písmo
Dnes se albánština píše upravenou latinkou, jak je vidět ve výše uvedené tabulce. Před rokem 1908 byly nicméně užívány hned čtyři hlavní písemné soustavy:
- latinka (ve čtyřech variantách)
- řecké písmo (ve dvou variantách)
- turecko-arabské písmo
- cyrilice

V roce 1908, kdy se konal kongres v Monastiru (Bitola), byla jako celoalbánské písmo navržena upravená (resp. doplněná) latinka, kterou postupně přijalo celé albánské společenství.

## Příklady

### Číslovky
| Albánsky | Česky |
| një      | jeden |
| dy       | dva   |
| tre      | tři   |
| katër    | čtyři |
| pesë     | pět   |
| gjashtë  | šest  |
| shtatë   | sedm  |
| tetë     | osm   |
| nentë    | devět |
| dhjetë   | deset |

## Užitečné fráze
| Albánsky              | Česky            |
| Çkemi! / Tungjatjeta! | Ahoj!            |
| Mirëmëngjes!          | Dobré ráno!      |
| Mirëdita!             | Dobrý den!       |
| Mirëmbrëma!           | Dobré odpoledne! |
| Natën e mirë!         | Dobrou noc!      |
| Mirupafshim!          | Na shledanou!    |
| Po / Jo               | Ano / Ne         |
| Ndoshta               | Možná            |
| Në rregull!           | OK!              |
| Faleminderit!         | Děkuji!          |
| Je i mirëpritur!      | Prosím!          |
| Më falni              | Promiňte         |
| Më vjen keq           | To mě mrzí       |

## Slovník
| Albánsky             | Česky            |
| e kuqe               | červená          |
| e gjelbër            | zelená           |
| e verdhë             | žlutá            |
| portokalli           | oranžová         |
| blu                  | tmavě modrá      |
| e kaltër             | světle modrá     |
| kafe                 | hnědá            |
| e purpurtë           | fialová          |
| e bardhë             | bílá             |
| rozë                 | růžová           |
| e zezë               | černá            |
| e hirtë              | šedá             |
| telefon              | telefon          |
| çelësa               | klíče            |
| krevat               | postel           |
| shtëpi               | dům              |
| banjo                | koupelna         |
| dush                 | sprcha           |
| Ku janë valixhet?    | Kde jsou kufry?  |
| pasaportë            | cestovní pas     |
| kartë krediti        | kreditní karta   |
| sapun                | mýdlo            |
| brisk                | břitva           |
| pastë dhëmbësh       | zubní pasta      |
| furçë dhëmbësh       | zubní kartáček   |
| krëhër               | hřeben           |
| furçë flokësh        | kartáč na vlasy  |
| peshqir              | ručník           |
| thikë                | nůž              |
| pirun                | vidlička         |
| lugë                 | lžíce            |
| pjatë                | talíř            |
| shkopinj             | jídelní hůlky    |
| tigan                | pánev            |
| pije me gaz          | kola             |
| çaj                  | čaj              |
| ujë                  | voda             |
| birrë                | pivo             |
| verë                 | víno             |
| qumësht              | mléko            |
| kafe                 | káva             |
| vezë                 | vejce            |
| bukë e thekur        | toust            |
| sheqer               | cukr             |
| gjalpë               | máslo            |
| djathë               | sýr              |
| bukë                 | chléb            |
| oriz                 | rýže             |
| peshk                | ryba             |
| hudhër               | česnek           |
| patate të skuqura    | chips            |
| pica                 | pizza            |
| hamburger            | hamburger        |
| mango                | mango            |
| banane               | banán            |
| mollë                | jablko           |
| dardhë               | hruška           |
| luleshtrydhe         | jahoda           |
| portokall-shegë      | granátové jablko |
| limon                | citron           |
| portokall            | pomeranč         |
| mjedër               | maliny           |
| rrush                | hrozny           |
| kumbull              | švestka          |
| domate               | rajčata          |
| misër i ëmbël        | sladká kukuřice  |
| karrotë              | mrkev            |
| qepë                 | cibule           |
| kastravec / trangull | okurka           |
| patate               | brambory         |
| kërpudhë             | houby            |
| kokë                 | hlava            |
| faqe                 | tvář             |
| qafë                 | krk              |
| flokë                | vlasy            |
| vesh                 | ucho             |
| sy                   | oko              |
| hundë                | nos              |
| gojë                 | ústa             |
| gjuri                | koleno           |
| bërryl               | loket            |
| kyç këmbe            | kotník           |
| këmbe                | noha             |
| këmbe                | chodidlo         |
| gisht i madh         | palec            |
| gisht                | prst             |
| kyç dore             | zápěstí          |
| krah                 | paže             |
| dorë                 | ruka             |

## Vzorový text
Otčenáš (modlitba Páně):
Ati ynë që je në qiell, u shënjtëroftë emri yt.
arthtë mbretëria jote; u bëftë dëshira jote,
si në qiell, edhe mbi dhe.
bukën tonë të përditëshme jepna neve sot;
edhe falna fajet tona,
sikundër edhe ne ua falim fajtorëvet tanë;
edhe mos na shtjerë në ngasje, po shpëtona nga i ligu;
sepse jotja është mbretëria e fuqia e lavdia në jetët të jetëvet.
Amin.

## Dialekty albánštiny
Řeka Shkumbini, která protéká střední Albánií od východu k západu, od sebe odděluje dvě skupiny albánských mluvčích: na severu žijící Gegy a na jihu žijící Tosky.
Gegové tvoří dvě třetiny všech albánských mluvčích a jsou mezi nimi jak katolíci, tak muslimové. Jižní Toskové jsou buď muslimové nebo pravoslavní. Každý z těchto hlavních dialektů se dále dělí na nářečí.
Nářečí gegštiny:
- severní
- centrální
- jižní

V rámci severního nářečí gegštiny se rozlišuje jeho severozápadní a severovýchodní varianta
Nářečí toskičtiny:
- severní
- jižní

Jižní varieta se často dělí dále na podskupiny pojmenované Çamëria a Labëria.
Až do 1. světové války existovala tedy dvojí literární tradice, stavějící na obou těchto dialektech. Dlouhodobá politická a společenská nestabilita (tj. hlavně zábor Albánie osmanskou říší) zabránily tomu, aby se jeden z dialektů prosadil jako hlavní. Již v roce 1917 došlo k pokusu uzákonit celostátní úřední jazyk, založený na jihogegském (konkrétně elbasanském) nářečí, ovšem tato snaha selhala. Po skončení 2. světové války se tedy do těchto snah vložil (komunistický) stát. Protože hlavní úlohu v komunistické straně a tím i ve státním aparátu v té době hráli politici z jižní Albánie, došlo nakonec v roce 1972 ke sjednocení úřední albánštiny na severotoskském základu s gegskými prvky. Gegština tak byla na ústupu jak v politickém, tak v literárním životě. Po zhroucení komunistického režimu došlo k oživení literární tvorby v gegštině.

## Tradice české albanistiky
Základy české albanistiky položil známý český filolog, Jan Urban Jarník.